# Florentino Ferrer Cinense
Florentino Ferrer Cinense (* 14. März 1938 in Guimba) ist ein philippinischer Geistlicher und emeritierter römisch-katholischer Bischof von Tarlac.

## Leben
Florentino Ferrer Cinense empfing am 21. Dezember 1963 die Priesterweihe.
Papst Johannes Paul II. ernannte ihn am 24. Mai 1984 zum ersten Bischof des neuerrichteten Bistums San Jose.
Der Apostolische Nuntius auf den Philippinen, Erzbischof Bruno Torpigliani, spendete ihm am 14. Juli desselben Jahres die Bischofsweihe; Mitkonsekratoren waren Federico G. Limon SVD, Erzbischof von Lingayen-Dagupan, und Ciceron Santa Maria Tumbocon, Bischof von Cabanatuan.
Am 17. August 1985 wurde er zum Koadjutorbischof von Tarlac ernannt. Mit dem Rücktritt Jesus J. Sisons am 21. Januar 1988 folgte er ihm als Bischof von Tarlac nach.
Papst Franziskus nahm am 31. März 2016 seinen altersbedingten Rücktritt an.